# Łukasz Słuszkiewicz
Łukasz Słuszkiewicz (ur. 26 września 1954 w Krakowie) – polski reżyser, scenarzysta i autor oprawy plastycznej filmów animowanych. 

## Życiorys
Absolwent w 1982 Wydziału Grafiki Akademii Sztuk Pięknych im. Jana Matejki w Krakowie. 
Wraz z Wandą Wenner utworzył Studio Filmów Animowanych LukaFilm w Krakowie.

## Filmografia

### Serial animowany
- 1987 - RZEP I ŚLIMAK w WĘDRÓWKI RZEPA Animacja, Realizacja,
- 1986 - RZEP I POKRZYWY w WĘDRÓWKI RZEPA Animacja, Reżyseria,
- 1986 - PORA KORALI w MARCELI SZPAK DZIWI SIĘ ŚWIATU Reżyseria,
- 1985 - RZEP I SARNY w WĘDRÓWKI RZEPA Animacja, Realizacja,
- 1985 - ROZMAITOŚCI ŚWIATA w MARCELI SZPAK DZIWI SIĘ ŚWIATU Reżyseria,
- 1984 - RZEP I ZAJĄC w WĘDRÓWKI RZEPA Animacja, Realizacja,
- 1983 - RZEP I OWCA w WĘDRÓWKI RZEPA Animacja, Opracowanie plastyczne, Reżyseria,
- 1983 - ŻEGLARSTWO w OLIMPIADA BOLKA I LOLKA Scenariusz,

### Film animowany
- 1984 - CIUCHCIA Realizacja, Scenariusz, Opracowanie plastyczne, Animacja,
- 1983 - POINTA Reżyseria, Scenariusz, Opracowanie plastyczne, Animacja,
- 1981 - DECYDENT Reżyseria, Scenariusz, Opracowanie plastyczne,

### Cykl filmowy animowany
- 1999 - JAK GYOM ZOSTAŁ STARSZYM PANEM w 14 BAJEK Z KRÓLESTWA LAILONII LESZKA KOŁAKOWSKIEGO Opracowanie plastyczne, Reżyseria,